# Faenza
Faenza (latinski: Faventia) je grad u talijanskoj pokrajini Ravenna u regiji Emilia-Romagna od 57 973 stanovnika (2011.).
Faenza je u svjetskim relacijama poznata kao prijestolnica keramike.

## Zemljopisne karakteristike
Faenza leži na rijeci Lamone, udaljena 50 km jugoistočno od regionalnog centra Bologne.

## Povijest
Za Antički Rimski grad Faventia, zna se da je postojao još u 2. st.  pr. Kr. i da je bio važno mjesto na cesti Via Aemilia. Ali novija arheološka iskapanja pokazuju da je Faenza puno stariji grad. Nakon propasti Zapadnog Rimskog Carstva grad je pretrpio brojne barbarske napade.
Od početka 12. st. a Faenza je samostalna komuna, koja je između 1240. – 1241. izdržala osmomjesečnu opsadu cara Svetog Rimskog Carstva Fridrika II. Od 1313. grad je feudalni leno porodice Manfredi koja njime vlada sve do - 1501. kad ga je zauzeo Cesare Borgia.
Od tad je domena Papinske Države, osim jednog kraćeg razdoblja od 1797. do 1814. za napoleonskih ratova. Od  - 1859. anektiran je u Kraljevinu Sardiniju, a od .1861. Faenza je ukomponirana u Kraljevinu Italiju.
Još od srednjeg vijeka a naročito između 15. i 16. st. Faenza je slavna po svojoj majolici (glaziranoj keramici) koja se i zove Faenza majolika.

## Znamenitosti
Faenza i danas ima jasno vidljiv izgled grada s ortogonalnim planom ulica iz rimskih vremena, okružen bedemima iz 15. st. a.
Najveća znamenitost grada je trg Piazza Vittorio Emanuele s renesansnom katedralom San Pietro Apostolo, koju je 1474. počeo graditi Giuliano da Maiano, a koja ni danas nema dovršenu fasadu.
Zanimljive su i palače Podestà i Commune. 
Faenza je svjetski slavna po svom Međunarodnom muzeju keramike, osnovanom 1908., koji je kompletno obnovljen nakon Drugog svjetskog rata.

## Gospodarstvo
Faenza je grad razvijene strojarske industrije, s još i danas razvijenom zanatskom proizvodnjom keramike.
Pored tog Faenza je poznata i po voću i vinu.

## Gradovi prijatelji
| - Bergerac - Rijeka | - Schwäbisch Gmünd - Talavera de la Reina | - Temišvar - Marousi |

## Vanjske poveznice
- Službene stranice grada (tal.)
- Faenza na portalu Encyclopædia Britannica